# 安·朗
安·朗（英語：Ann Long，1936年—），英国女子跳水运动员。她曾代表英格兰参加1954年和1958年大英帝国和英联邦运动会跳水比赛，获得一枚金牌、一枚银牌和一枚铜牌。她也曾参加1952年、1956年和1960年夏季奥运会。